# Autheuil-en-Valois
Autheuil-en-Valois és un municipi francès, situat al departament de l'Oise i a la regió dels Alts de França. L'any 2007 tenia 258 habitants.

## Demografia

### Població
El 2007 la població de fet d'Autheuil-en-Valois era de 258 persones. Hi havia 89 famílies de les quals 19 eren unipersonals (4 homes vivint sols i 15 dones vivint soles), 15 parelles sense fills, 48 parelles amb fills i 7 famílies monoparentals amb fills.
La població ha evolucionat segons el següent gràfic:
Habitants censats

### Habitatges
El 2007 hi havia 120 habitatges, 91 eren l'habitatge principal de la família, 20 eren segones residències i 8 estaven desocupats. 113 eren cases i 4 eren apartaments. Dels 91 habitatges principals, 81 estaven ocupats pels seus propietaris, 9 estaven llogats i ocupats pels llogaters i 2 estaven cedits a títol gratuït; 1 tenia una cambra, 4 en tenien dues, 7 en tenien tres, 20 en tenien quatre i 59 en tenien cinc o més. 83 habitatges disposaven pel capbaix d'una plaça de pàrquing. A 26 habitatges hi havia un automòbil i a 61 n'hi havia dos o més.

### Piràmide de població
La piràmide de població per edats i sexe el 2009 era:
| Homes | Edats   | Dones |
| ----- | ------- | ----- |
| 0     | 95 o +  | 0     |
| 0     | 90 a 94 | 0     |
| 0     | 85 a 89 | 4     |
| 4     | 80 a 84 | 0     |
| 0     | 75 a 79 | 0     |
| 4     | 70 a 74 | 4     |
| 4     | 65 a 69 | 8     |
| 12    | 60 a 64 | 8     |
| 4     | 55 a 59 | 8     |
| 8     | 50 a 54 | 0     |
| 0     | 45 a 49 | 8     |
| 16    | 40 a 44 | 0     |
| 8     | 35 a 39 | 12    |
| 12    | 30 a 34 | 16    |
| 0     | 25 a 29 | 12    |
| 0     | 20 a 24 | 0     |
| 16    | 15 a 19 | 0     |
| 4     | 10 a 14 | 8     |
| 8     | 5 a 9   | 4     |
| 8     | 0 a 4   | 8     |

## Economia
El 2007 la població en edat de treballar era de 169 persones, 125 eren actives i 44 eren inactives. De les 125 persones actives 115 estaven ocupades (60 homes i 55 dones) i 9 estaven aturades (6 homes i 3 dones). De les 44 persones inactives 16 estaven jubilades, 14 estaven estudiant i 14 estaven classificades com a «altres inactius».

### Ingressos
El 2009 a Autheuil-en-Valois hi havia 101 unitats fiscals que integraven 281 persones, la mediana anual d'ingressos fiscals per persona era de 22.398 €.

### Activitats econòmiques
Dels 9 establiments que hi havia el 2007, 1 era d'una empresa de construcció, 2 d'empreses de comerç i reparació d'automòbils, 3 d'empreses de transport, 1 d'una empresa d'hostatgeria i restauració i 2 d'empreses de serveis.
L'any 2000 a Autheuil-en-Valois hi havia 6 explotacions agrícoles que ocupaven un total de 585 hectàrees.

## Equipaments sanitaris i escolars
El 2009 hi havia una escola elemental integrada dins d'un grup escolar amb les comunes properes formant una escola dispersa.

## Poblacions més properes
El següent diagrama mostra les poblacions més properes.